# Hiroshi Shirai
Hiroshi Shirai (Nagasaki, 31 luglio 1937 – Milano, 9 ottobre 2024) è stato un karateka e maestro di karate giapponese, decimo dan, considerato il maestro giapponese che ha maggiormente contribuito a sviluppare lo Stile Shotokan in Italia.
È stato il fondatore dell'ISI (Istituto Shotokan Italia), un ente morale della FIKTA per lo studio dello stile omonimo e riconosciuto dal Consiglio dei Ministri.
Il maestro Shirai ha tenuto fino a poco prima della dipartita allenamenti coadiuvato dal Maestro Carlo Fugazza ed è stato presidente della commissione esaminatrice della FIKTA per il passaggio di DAN.

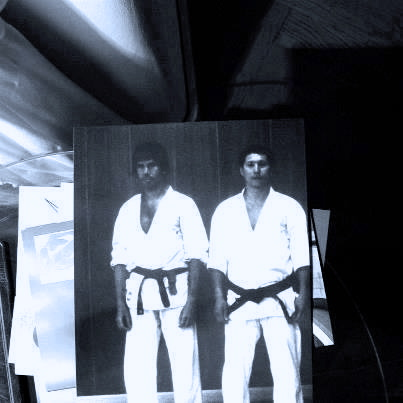
Il maestro Shirai con Pino Presti, cintura nera V Dan, nel 1985

## Biografia
Nel 1955 inizia la pratica del Karate sotto la guida dei celebri maestri della JKA (Japan Karate Association) Masatoshi Nakayama, Hidetaka Nishiyama e Taiji Kase. Questo può essere considerato l'inizio del percorso formativo di Hiroshi Shirai.
Nel 1957, dopo soli due anni, ottiene il I dan. Nel 1959 consegue il II dan e si qualifica al primo posto nei campionati universitari. L'anno successivo (1960) inizia il Corso Istruttori alla JKA; tra i suoi maestri figurano Nakayama, Nishijama, Kase e Sugiura. Nel 1961 ottiene la qualifica di istruttore e conquista il III dan.
Nel 1962 si aggiudica il primo posto ai campionati organizzati dalla JKA in entrambe le prove, Kata e Kumite.
Nel 1963 diviene maestro (Sensei).
Conquista il V dan nel 1964.
Nel 1965, assieme ad altri importantissimi maestri (Kase, Kanazawa, Enoeda) viene inviato dalla Japan Karate Association a svolgere stage e dimostrazioni in tutto il mondo (Europa, Sudafrica e Stati Uniti). Giunto In Italia, si stabilisce a Milano e contribuisce a formare e diffondere un nuovo spirito e ad animare una passione, quella delle arti marziali, istruendo maestri tuttora attivi a livello internazionale.
Nel 1966 fonda la A.I.K. (Associazione Italiana Karate).
Nell'anno 1969 ottiene il VI dan.
L'anno successivo fonda la FE.S.I.KA (Federazione Sportiva Italiana Karate) che riporta risultati a livello nazionale, europeo e mondiale. Nell'anno 1974 ottiene il VII dan. Nel 1979  fonda l'I.S.I. (Istituto Shotokan Italia - Ente Morale). Nel 1986 ottiene l'VIII dan.
Nel novembre del 1989 insieme ad un gruppo di Maestri e futuri dirigenti fonda la F.I.K.T.A. (Federazione Italiana Karate Tradizionale e Discipline Affini) di cui è Direttore Tecnico.
Nel 1999 ottiene il IX dan proponendosi come una delle più importanti personalità nell'ambito del Karate Do ancora viventi.
Nel 2011 riceve una delle più alte onorificenze concesse dal ministro degli Affari Esteri nipponico e sempre nello stesso anno gli è stato conferito il titolo di X dan a Busto Arsizio (VA).
A margine dei mondiali Giovanili di Karate 2024, il 6 ottobre 2024, tre giorni prima di morire, è diventato il primo karateka in Italia a ottenere il riconoscimento del Decimo Dan, il grado massimo nel mondo del karate. Il premio è stato consegnato nel corso di una cerimonia ufficiale a Chioggia, alla presenza di numerosi maestri e tecnici provenienti da tutta Italia.